# 지번 (에도 시대)
지번(일본어: 支藩, しはん)은 일본 에도 시대, 번의 가문이 형제나 서자 등 가독을 물려받을 권리가 없는 자에게 영지를 분할해 줌으로써, 그 영지가 1만 석이 넘어 다이묘의 자격을 갖추게 되어 생성된 번이다. 본번의 대리인이나 후견인으로 활동할 수 있었으며, 본번에 후계자가 없을 경우 지번으로부터 양자를 들여 대를 잇게 하는 등 중요한 역할을 하였다.
지번 중에는 본번의 절대적 통제하에 놓인 경우도 있지만, 완전 독립적으로 존재하는 경우도 있다. 막부에서 번주의 영지 보유 허가를 위해 발급하는 주인장(朱印状)의 양식에 따라 본번과 지번의 관계를 구분해 볼 수 있다. 물론 예외도 존재하지만 독립성이 강한 순서대로 나열한다면 다음과 같다.
- 본번과 지번이 각각 주인장을 받는 경우: 이 경우에 대해서는 지번을 별개의 번으로 보아야 한다는 주장도 있다.
- 본번의 주인장에 본번과 지번의 고쿠다카가 별도로 기재된 경우
- 본번의 주인장에 본번의 고쿠다카 중 지번의 고쿠다카가 얼마인지를 기재한 경우
- 본번의 주인장에도 지번의 언급이 없고, 지번에도 주인장을 주지 않는 경우

또, 그 외에 유력 가신들이 영지를 받아 지번이 성립되는 경우도 있다.

## 지번 일람
●표시는 지번의 지번
| 율령국     | 지번명                  | 본번                 |
| ---------- | ----------------------- | -------------------- |
| 무쓰국     | 시치노헤번              | 모리오카번           |
| 무쓰국     | 구로이시번              | 히로사키번           |
| 무쓰국     | 이치노세키번            | 센다이번             |
| 무쓰국     | 이와누마번              | 센다이번             |
| 무쓰국     | 시라카와 신덴번         | 시라카와번           |
| 데와국     | 이와사키번              | 구보타번             |
| 데와국     | 구보타 신덴번           | 구보타번             |
| 데와국     | 가메다번                | 구보타번             |
| 데와국     | 오야마번                | 쇼나이번             |
| 데와국     | 마쓰야마번              | 쇼나이번             |
| 에치고국   | 구로카와번              | 고리야마번(야마토국) |
| 에치고국   | 미쓰카이치번            | 고리야마번(야마토국) |
| 에치고국   | 미네야마번              | 나가오카번           |
| 에치고국   | 소미번                  | 시바타번             |
| 시모쓰케국 | 다카토쿠번              | 우쓰노미야번         |
| 시모쓰케국 | 사노번                  | 사쿠라번(시모사국)   |
| 엣추국     | 도야마번                | 가나자와번(가가국)   |
| 가가국     | 다이쇼지번              | 가나자와번(가가국)   |
| 에치젠국   | 쓰루가번                | 오바마번(와카사국)   |
| 시나노국   | 고모로번                | 나가오카번(에치고국) |
| 시나노국   | 하니시나번              | 마쓰시로번(시나노국) |
| 고즈케국   | 누마타번                | 마쓰시로번(시나노국) |
| 가즈사국   | 오타키 신덴번           | 오타키번             |
| 사가미국   | 오기노 야마나카번       | 오다와라번           |
| 미노국     | 노무라번(오가키 신덴번) | 오가키번             |
| 이세국     | 히사이번                | 쓰번                 |
| 오미국     | 히코네 신덴번           | 히코네번             |
| 이나바국   | 시카노번                | 돗토리번             |
| 이나바국   | 와카사번                | 돗토리번             |
| 이즈모국   | 히로세번                | 마쓰에번             |
| 이즈모국   | 모리번                  | 마쓰에번             |
| 하리마국   | 히메지 신덴번           | 히메지번             |
| 빗추국     | 이쿠사카번              | 오카야마번(비젠국)   |
| 빗추국     | 가모가타번              | 오카야마번(비젠국)   |
| 빈고국     | 미요시번                | 히로시마번(아키국)   |
| 아키국     | 히로시마 신덴번         | 히로시마번(아키국)   |
| 스오국     | 이와쿠니번              | 야마구치번(나가토국) |
| 스오국     | 도쿠야마번              | 야마구치번(나가토국) |
| 나가토국   | 도요우라번              | 야마구치번(나가토국) |
| 나가토국   | 기요스에번●             | 도요우라번           |
| 이요국     | 우와지마번              | 센다이 번(무쓰국)    |
| 이요국     | 요시다번●               | 우와지마번           |
| 지쿠젠국   | 아키즈키번              | 후쿠오카번           |
| 히젠국     | 오기번                  | 사가번               |
| 히젠국     | 하스노이케번            | 사가번               |
| 히젠국     | 가시마번                | 사가번               |
| 히고국     | 다카세번                | 구마모토번           |
| 히고국     | 우토번                  | 구마모토번           |
| 휴가국     | 사도와라번              | 가고시마번(사쓰마국) |